# خلاصة الأنشوجة (صلصة)
خلاصة الأنشوجة هي صلصة زيتية بنية أو وردية ، سميكة ، تتكون من الأنشوجة المطحونة ، والتوابل مثل الفلفل الأسود أو الفلفل الحار ، وأحيانًا النبيذ .  يتم استخدامها كنكهة للشوربات والصلصات والأطباق الأخرى منذ القرن التاسع عشر على الأقل.  لقد تم تسميتها بالمكافئ البريطانية لصلصة السمك الآسيوية. 